# Solidaridad (Messico)
Solidaridad è una municipalità dello stato di Quintana Roo, nel Messico meridionale, con capoluogo la località di Playa del Carmen.
Conta 159.310 abitanti (2010) e ha una estensione di 2.204,73 km².